# Lilija Alexandrowna Wassiljewa
Lilija Alexandrowna Wassiljewa (russisch Лилия Александровна Васильева; bei der FIS nach englischer Transkription Lilia Vasilieva; * 3. April 1967 in Moskau) ist eine ehemalige russische Skilangläuferin.

## Werdegang
Wassiljewa hatte ihren ersten internationalen Erfolg bei den Nordischen Junioren-Skiweltmeisterschaften 1987 in Asiago. Dort gewann sie die Goldmedaille mit der Staffel. Ihr erstes von insgesamt 36 Weltcupeinzelrennen lief sie im Februar 1996 in Kawgolowo, welches sie auf dem 16. Platz über 10 km klassisch beendete. In den folgenden Jahren bis zur Saison 2002/03 hatte sie lediglich fünf weitere Einsätze im Weltcup. Zu Beginn der Saison 2002/03 erreichte sie in Kuusamo mit dem dritten Platz über 10 km klassisch ihre erste Top-Zehn-Platzierung und einzige Podestplatzierung im Weltcupeinzel. Im weiteren Saisonverlauf kam sie im Weltcupeinzel zehnmal in die Punkteränge und errang damit den 28. Platz im Gesamtweltcup. Zudem wurde sie in Davos Zweite mit der Staffel. Beim Saisonhöhepunkt den Nordischen Skiweltmeisterschaften 2003 im Val di Fiemme belegte sie den 14. Platz im 15-km-Massenstartrennen und den neunten Rang über 10 km klassisch. In der folgenden Saison erreichte sie mit neun Ergebnissen in den Punkterängen, darunter drei Top-Zehn-Platzierungen, den 40. Platz im Gesamtweltcup. Im Dezember 2003 errang sie in Davos den dritten Platz mit der Staffel und siegte beim Continental-Cup in Krasnogorsk über 15 km klassisch. Im Februar 2004 holte sie in La Clusaz mit der Staffel ihren einzigen Weltcupsieg und lief in Oberstdorf ihr letztes Weltcuprennen, welches sie auf dem 30. Platz im Skiathlon beendete. Von 2004 bis 2010 nahm sie vorwiegend am Eastern-Europe-Cup teil. Dabei errang sie im November 2007 in Werschina Tjoi mit Platz zwei über 5 km klassisch ihre einzige Podestplatzierung in dieser Rennserie und belegte in der Saison 2008/09 den 13. Platz in der Gesamtwertung. Bei russischen Meisterschaften siegte sie Ende März 2005 in Syktywkar im 30-km-Massenstartrennen und belegte im April 2007 in Chanty-Mansijsk den zweiten Rang im Massenstartrennen über 30 km.

## Erfolge
| Nr. | Datum           | Ort       | Disziplin          |
| --- | --------------- | --------- | ------------------ |
| 1.  | 7. Februar 2004 | La Clusaz | 4 × 5 km Staffel 1 |

| Nr. | Datum             | Ort         | Disziplin       | Serie           |
| --- | ----------------- | ----------- | --------------- | --------------- |
| 1.  | 28. Dezember 2003 | Krasnogorsk | 15 km klassisch | Continental Cup |

## Platzierungen im Weltcup
Die Tabelle zeigt die erreichten Platzierungen im Einzelnen.
- 1.–3. Platz: Anzahl der Podiumsplatzierungen
- Top 10: Anzahl der Platzierungen unter den ersten zehn
- Punkteränge: Anzahl der Platzierungen innerhalb der Punkteränge
- Starts: Anzahl gelaufener Rennen in der jeweiligen Disziplin
- Hinweis: Bei den Distanzrennen erfolgt die Einordnung gemäß FIS.

| Platzierung         | Distanzrennen a | Distanzrennen a | Distanzrennen a | Distanzrennen a | Distanzrennen a | Skiathlon Verfolgung | Sprint | Etappen- rennen b | Gesamt | Team c | Team c  |
| Platzierung         | ≤ 5 km          | ≤ 10 km         | ≤ 15 km         | ≤ 30 km         | > 30 km         | Skiathlon Verfolgung | Sprint | Etappen- rennen b | Gesamt | Sprint | Staffel |
| ------------------- | --------------- | --------------- | --------------- | --------------- | --------------- | -------------------- | ------ | ----------------- | ------ | ------ | ------- |
| 1. Platz            |                 |                 |                 |                 |                 |                      |        |                   |        |        | 1       |
| 2. Platz            |                 |                 |                 |                 |                 |                      |        |                   |        |        | 1       |
| 3. Platz            |                 | 1               |                 |                 |                 |                      |        |                   | 1      |        | 1       |
| Top 10              |                 | 2               | 1               |                 | 1               |                      |        |                   | 4      |        | 8       |
| Punkteränge         | 2               | 8               | 5               | 1               | 1               | 5                    | 2      |                   | 24     |        | 8       |
| Starts              | 4               | 11              | 6               | 1               | 1               | 6                    | 7      |                   | 36     |        | 8       |
| Stand: Karriereende |                 |                 |                 |                 |                 |                      |        |                   |        |        |         |

| Saison    | Gesamt | Gesamt | Distanz | Distanz | Sprint | Sprint |
| Saison    | Punkte | Platz  | Punkte  | Platz   | Punkte | Platz  |
| --------- | ------ | ------ | ------- | ------- | ------ | ------ |
| 1996/97   | 18     | 54.    | 18      | 32. 1   | –      | –      |
| 1997/98   | 10     | 62.    | –       | –       | 10     | 57.    |
| 1998/99   | –      | –      | –       | –       | –      | –      |
| 1999/2000 | 7      | 80.    | 7       | 53. 2   | –      | –      |
| 2002/03   | 163    | 28.    | –       | –       | 19     | 50.    |
| 2003/04   | 124    | 40.    | 124     | 28.     | –      | –      |